# Naintré
Naintré település Franciaországban, Vienne megyében. Lakosainak száma 5954 fő (2022. január 1.). Naintré Cenon-sur-Vienne, Châtellerault, Colombiers, Thuré, Vouneuil-sur-Vienne és Beaumont Saint-Cyr községekkel határos.

## Népesség
A település népességének változása:
| Lakosok száma | 5850 | 5867 | 6017 | 5911 | 5908 | 5941 | 5933 | 5944 | 5954 |
|               | 2013 | 2015 | 2016 | 2017 | 2018 | 2019 | 2020 | 2021 | 2022 |